# Myiothlypis
Myiothlypis is een geslacht van zangvogels uit de familie van de Amerikaanse zangers (Parulidae). De wetenschappelijke naam van het geslacht is voor het eerst geldig gepubliceerd in 1850 door Cabanis.

## Soorten
Soorten op alfabetische volgorde ontleend aan de IOC World Bird List versie 9.2.:
- Myiothlypis basilica – Santa-martazanger
- Myiothlypis bivittata – Dubbelbandzanger
- Myiothlypis chlorophrys – Chocózanger
- Myiothlypis chrysogaster – Cuzcozanger
- Myiothlypis cinereicollis – Grijskeelzanger
- Myiothlypis conspicillata – Witteugelzanger
- Myiothlypis coronata – Goudkruinzanger
- Myiothlypis flaveola – Amazonezanger
- Myiothlypis fraseri – Feeënzanger
- Myiothlypis fulvicauda – Zeemstuitzanger
- Myiothlypis griseiceps – Grijswangzanger
- Myiothlypis leucoblephara – Witbrauwzanger
- Myiothlypis leucophrys – Goudflankzanger
- Myiothlypis luteoviridis – Bonapartes zanger
- Myiothlypis nigrocristata – Zwartkuifzanger
- Myiothlypis rivularis – Vloedboszanger
- Myiothlypis roraimae – Roraimazanger
- Myiothlypis signata – Bleekpootzanger